# Seznam eskadrilj Korpusa mornariške pehote Združenih držav Amerike
Seznam eskadrilj Korpusa mornariške pehote ZDA.

## Marinske jurišne helikopterske eskadrilje
- HMA-773
- HMA-775

## Marinske težke helikopterske eskadrilje
- HMH-361
- HMH-362
- HMH-363
- HMH-461
- HMH-462
- HMH-464
- HMH-465
- HMH-466
- HMH-769
- HMH-772

## Marinske težke šolske helikopterske eskadrilje
- HMHT-

## Marinske lahke helikopterske eskadrilje
- HML-

## Marinske lahke/jurišne helikopterske eskadrilje
- HML/A-167
- HML/A-269
- HML/A-773
- HML/A-775

## Marinske lahke jurišne helikopterske eskadrilje
- HMLA-169
- HMLA-267
- HMLA-269
- HMLA-367
- HMLA-369
- HMLA-775

## Marinske srednje helikopterske eskadrilje
- HMM-161
- HMM-162
- HMM-163
- HMM-164
- HMM-165
- HMM-166
- HMM-261
- HMM-262
- HMM-263
- HMM-264
- HMM-265
- HMM-266
- HMM-268
- HMM-321
- HMM-364
- HMM-365
- HMM-764
- HMM-774

## Marinske srednje šolske helikopterske eskadrilje
- HMMT-

## Marinske transportne helikopterske eskadrilje
- HMR-161

## Marinske izvidniške helikopterske eskadrilje
- HMR(C)-

## Marinske transportne helikopterske eskadrilje (lahke)
- HMR(L)-

## Marinske transportne  helikopterske eskadrilje (srednje)
- HMR(M)-

## Marinske transportne šolske helikopterske eskadrilje
- HMT-301
- HMT-302
- HMT-303

## Marinske šolske srednje transportne helikopterske eskadrilje
- HMMT-164

## Marinske  helikopterske eskadrilje
- HMX-1

## Marinske jurišne eskadrilje
- VMA-121
- VMA-131
- VMA-211
- VMA-212
- VMA-214
- VMA-223
- VMA-225
- VMA-231
- VMA-311
- VMA-312
- VMA-323
- VMA-332
- VMA-513
- VMA-542

## Marinske vsevremenske jurišne eskadrilje
- VMA(AW)-224
- VMA(AW)-225
- VMA(AW)-242
- VMA(AW)-533

## Marinske eskadrilje taktičnega elektronskega bojevanja
- VMAQ-1
- VMAQ-2
- VMAQ-3
- VMAQ-4

## Marinske jurišne šolske eskadrilje
- VMAT-203

## Marinske vsevremenske jurišne šolske eskadrilje
- VMAT(AW)-

## Marinske bombniške eskadrilje
- VMB-

## Marinske lovskobombniške eskadrilje
- VMBF-

## Marinske združene eskadrilje
- VMC-1

## Marinske združene izvidniške eskadrilje
- VMCJ-1
- VMCJ-2

## Marinske fotografske izvidniške eskadrilje
- VMD-

## Marinske lovske eskadrilje
- VMF-115
- VMF-212
- VMF-214
- VMF-311
- VMF-312
- VMF-323

## Marinske lovske eskadrilje (vsevremenske)
- VMF(AW)-212
- VMF(AW)-232
- VMF(AW)-235
- VMF(AW)-312
- VMF(AW)-114

## Marinske nočnolovske eskadrilje
- VMF(N)-512
- VMF(N)-542

## Marinske lovskojurišne eskadrilje
- VMFA-112
- VMFA-115
- VMFA-122
- VMFA-134
- VMFA-142
- VMFA-212
- VMFA-232
- VMFA-235
- VMFA-251
- VMFA-312
- VMFA-314
- VMFA-321
- VMFA-323
- VMFA-333
- VMFA-334
- VMFA-451
- VMFA-513
- VMFA-531
- VMFA-542

## Marinske udarnolovske eskadrilje (vsevremenske)
- VMFA(AW)-121
- VMFA(AW)-224
- VMFA(AW)-225
- VMFA(AW)-242
- VMFA(AW)-332
- VMFA(AW)-533

## Marinske lovskojurišne šolske eskadrilje
- VMFAT-101

## Marinske taktićnoizvidniške eskadrilje
- VMFP-3

## Marinske lovske šolske eskadrilje
- VMFT-40

## Marinske vsevremenske lovske šolske eskadrilje
- VMFT(AW)-401

## Marinske nočnolovske letalske eskadrilje
- VMFT(N)-

## Marinske zračnotankerske transportne eskadrilje
- VMGR-152
- VMGR-234
- VMGR-252
- VMGR-352
- VMGR-452

## Marinske zračnotankerske transportne šolske eskadrilje
- VMGRT-253

## Marinske inštrumentalne šolske eskadrilje
- VMIT-

## Marinske večnamenske eskadrilje
- VMJ-1

## Marinske eskadrilje jadralnih letal
- VML-

## Marinske srednje šolske skvadron premičnih rotorjev
- VMMT-22

## Marinske opazovalne eskadrilje
- VMO-1
- VMO-2
- VMO-6

## Marinske fotografske eskadrilje
- VMP-

## Marinske transportne eskadrilje
- VMR-1

## Marinske skavtske eskadrilje
- VMS-

## Marinske skavtskobombniške eskadrilje
- VMSB-

## Marinske šolske eskadrilje
- VMT-1

## Marinske torpedniške eskadrilje
- VMTB-